# Panesthia pygmaea
Panesthia pygmaea är en kackerlacksart som beskrevs av Karlis Princis 1951. Panesthia pygmaea ingår i släktet Panesthia och familjen jättekackerlackor. Inga underarter finns listade i Catalogue of Life.